# Lokiceratop
El lokiceratop (Lokiceratops, 'cara banyuda de Loki') és un gènere extint de dinosaures ceratòpsids centrosaurins de la formació de Judith River del Cretaci superior (Campanià) de Montana (Estats Units d'Amèrica).
El gènere conté una única espècie, L. rangiformis, coneguda per la major part del crani i un esquelet parcial. Es coneixen altres quatre ceratòpsids del mateix interval estratigràfic que Lokiceratops, més que a cap altra localitat, cosa que suggereix que aquest clade era molt divers durant el Cretaci superior del nord de Laramidia.

## Descobriment i denominació
L'espècimen d'holotip de Lokiceratops, EMK 0012, va ser descobert per Mark Eatman l'any 2019 a la pedrera de Loki, que representa els afloraments de la formació de Judith River (membre de McClelland Ferry) a Kennedy Coulee. Aquesta localitat està situada als badlands prop del riu Milk i de la ciutat de Rudyard al comtat de Hill, al nord de Montana (Estats Units d'Amèrica), a prop de la frontera canadenca. L'exemplar es va descobrir desarticulat però associat, amb gran part del material que presentava algun grau de deformació plàstica a causa de la compressió.
L'holotip consta de molts ossos del crani i postcrani fragmentari, que inclou una vèrtebra cervical posterior, el sinsacre i les vèrtebres dorsals i caudals associades, una vèrtebra caudal i un arc hemal aïllats, l'escàpula dreta fusionada i el coracoïde de la cintura escapular, i l'ili i l'isqui del coxal.
Després del seu descobriment i recollida, EMK 0012 va ser transportat a Fossilogic, empresa especialitzada en la preparació de fòssils. El material es va preparar al llarg del 2021 abans de ser modelat per crear motlles de plàstic accessibles per als investigadors. Aleshores es va poder muntar un crani reconstruït realista articulant els ossos identificats i omplint els buits amb ossos-mirall del costat oposat del crani i dades informades per espècies relacionades. Es va fer un repartiment de crani per a la visualització i l'accés dels investigadors tant al Museu d'Història Natural d'Utah a Salt Lake City, Utah (UMNH VP C-991) com al Museu Reial d'Ontario a Toronto, Canadà (ROM 88670). Un cop totalment llest per a la seva exhibició, el material holotip es va traslladar al Museu de l'Evolució (Evolutionsmuseet) al Parc Safari de Knuthenborg a Maribo, Lolland (Dinamarca), on ara es reubica permanentment. L'any 2022, després de l'adquisició de l'exemplar per part del museu i abans de la seva descripció acadèmica, el  Parc Safari de Knuthenborg va anunciar que l'esquelet representava una nova espècie de dinosaure ceratòpsid que finalment portaria el nom d'un déu nòrdic. A més, van assenyalar que l'espècimen holotip, sobrenomenat «Frederik», representa una de les primeres espècies de dinosaures diferents que es mostren al país.

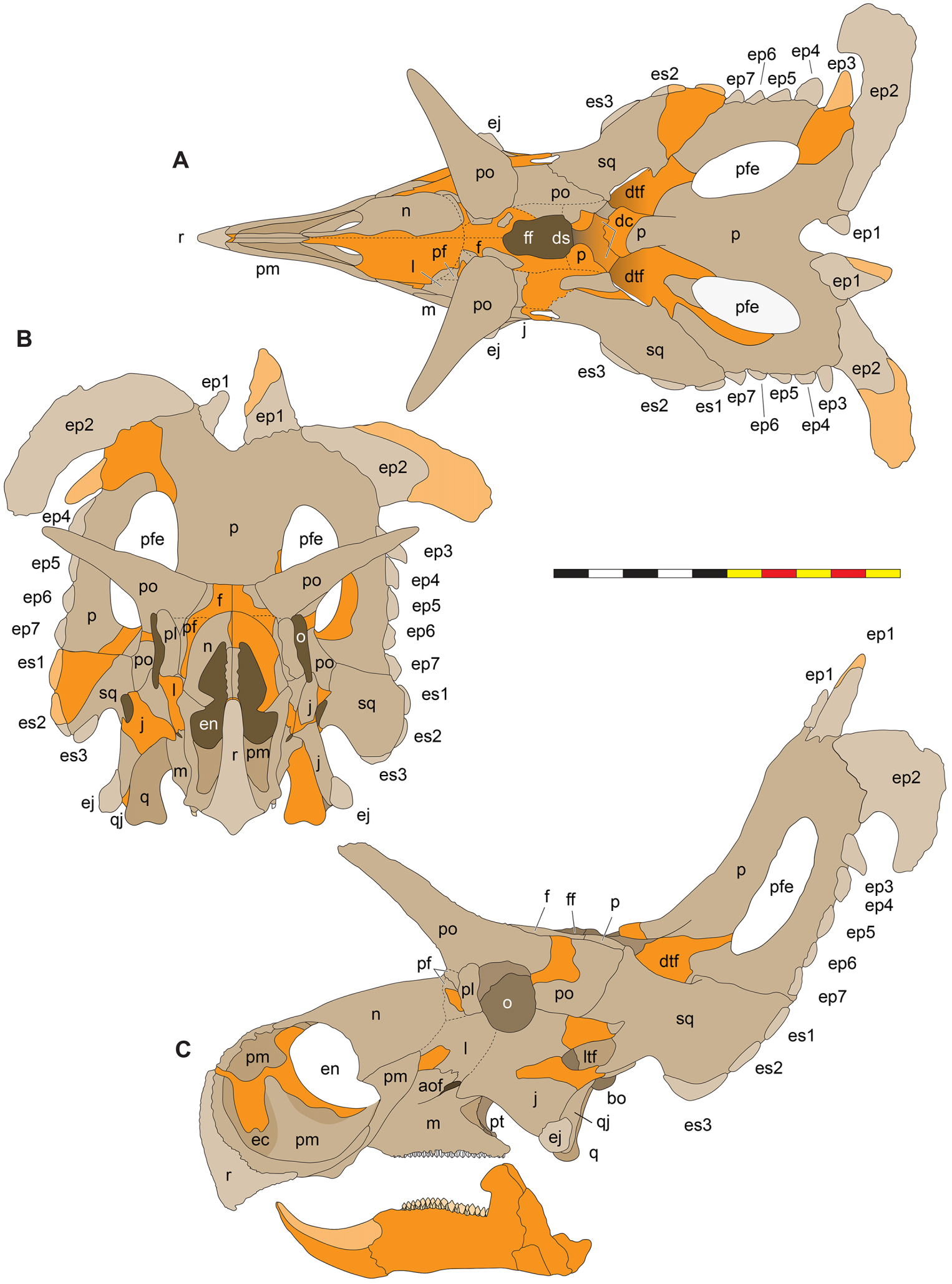
Il·lustració del crani de Lokiceratops amb material desconegut en color taronja
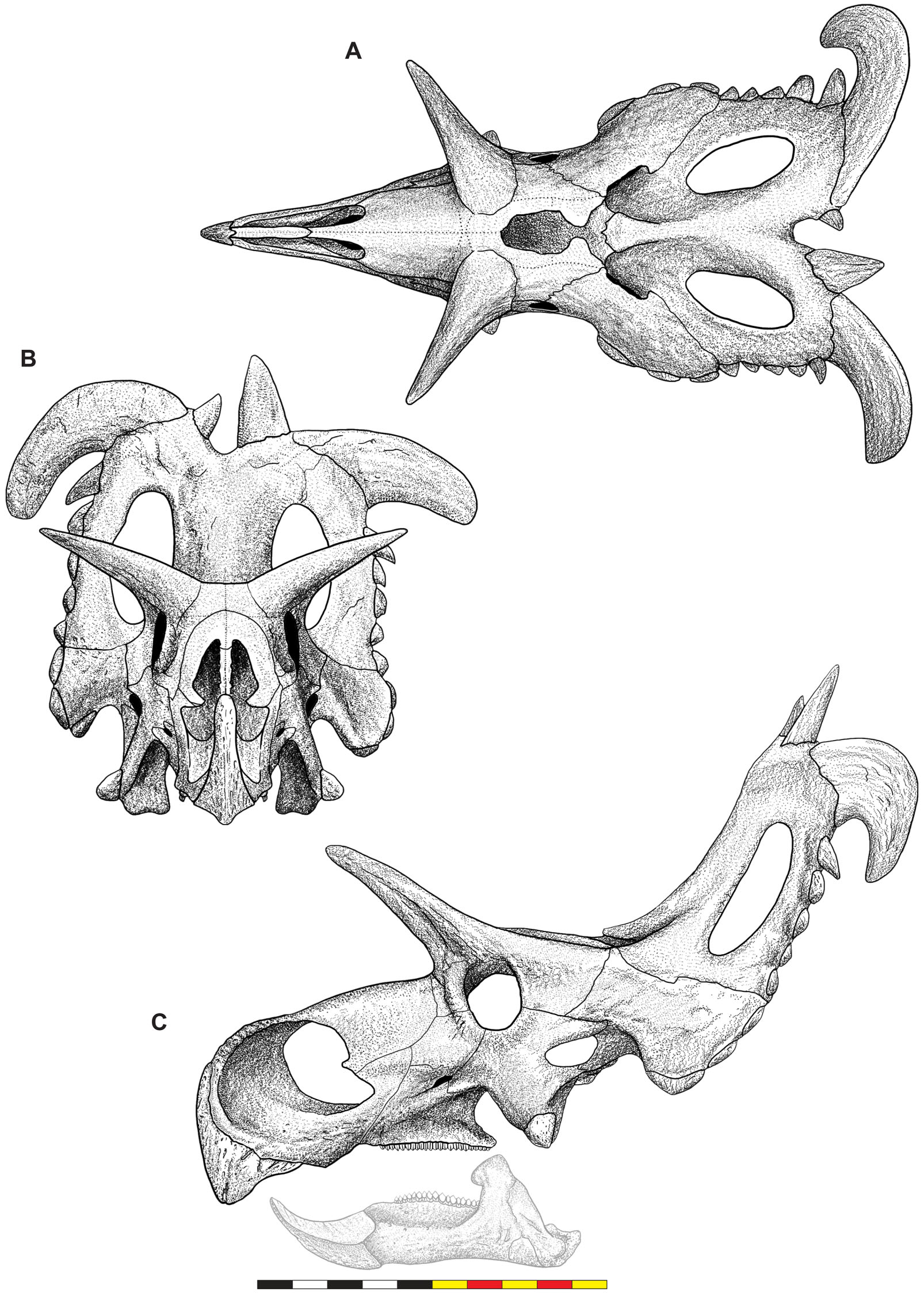
Il·lustració del crani reconstruït de Lokiceratops

L'any 2024, un equip internacional d'investigadors liderat per Mark A. Loewen i Joseph J. W. Sertich va publicar la descripció a PeerJ de Lokiceratops rangiformis com un nou gènere i espècie de ceratòpsids de centrosaurins basat en aquestes restes fòssils. El nom genèric, Lokiceratops, combina una referència a Loki, el déu nòrdic, amb la paraula grega «ceratops» (derivada de kéras  (κέρας), que significa «banya» i ṓps (ὤψ), que significa «cara») un sufix comú per als noms ceratòpsids. Aquest nom va ser escollit en referència a la similitud entre les banyes de l'ornament del dinosaure i les fulles corbes de vegades associades amb Loki. També homenatja la col·laboració entre investigadors dels Estats Units d'Amèrica (on es va trobar l'exemplar) i Dinamarca, un país nòrdic (on s'allotja l'exemplar). El nom específic, rangiformis, fa referència al gènere de mamífers Rangifer (comunament conegut com el caribú o el ren) les cornamentes del qual es diu que són bilateralment asimètriques com en les ornamentacions de l'ornament de Lokiceratops. Així, el nom binomial complet pretén significar «cara amb banyes de Loki que sembla un caribú».

## Descripció
El material fòssil de Lokiceratops és aproximadament un 20% més gran que els individus adults putatius del Medusaceratops ceratopsià contemporani. El crani té una longitud basal d'uns 0,95 metres i una longitud total d'1,92 a 1,99 metres. L'individu holotip tenia probablement uns 6,7 metres de llarg, amb un pes d'unes 5 tones. Com a tal, representa un dels centrosaurins més grans coneguts.

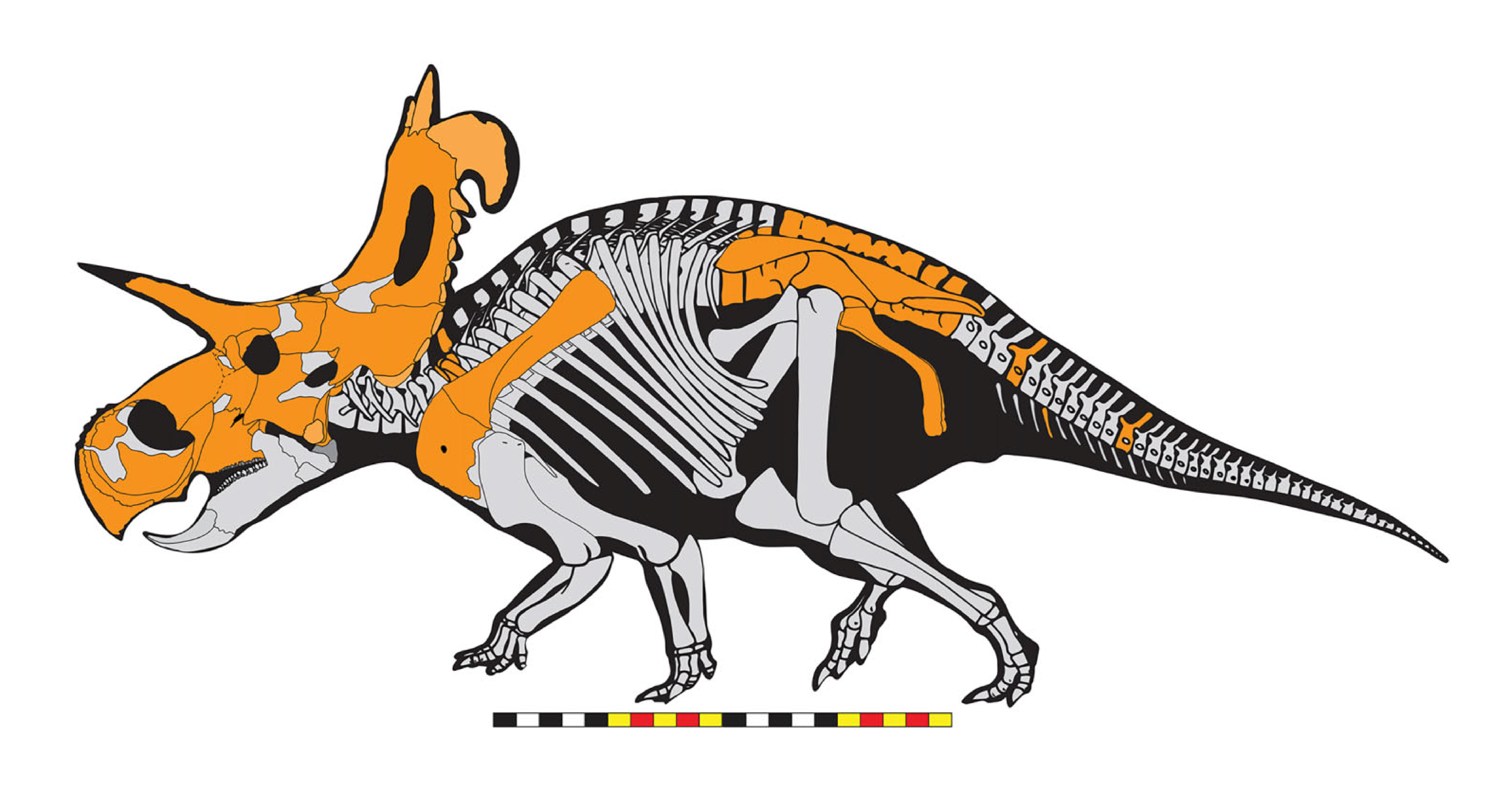
Esquelet reconstruït (amb material conegut en color taronja)

A diferència dels seus parents més propers, sembla que Lokiceratops no té banya nasal. El segon epiparietal està hipertrofiat (excessivament engrandit) i semblant a una fulla, corba lateralment al llarg del mateix pla que l'ornament. Aquestes banyes són més grans que qualsevol altra ossificació coneguda de l'ornament dels centrosaurins.

## Classificació
Per determinar les relacions de Lokiceratops, Loewen et al. (2024) el van provar mitjançant una anàlisi filogenètica. A partir de diversos caràcters, inclosa la presència de més de sis epiparietals a cada costat de l'ornament, els epiparietals grans, plans i en forma de fulles, la fossa nassal externa premaxil·lar rodona i l'esquamosal en forma de ventall, es podria identificar com a membre de la subfamília ceratopsiana Centrosaurinae. Més precisament, el van recuperar com a tàxon germà del clade format per Albertaceratops i el contemporani Medusaceratops. Loewen et al. va anomenar Albertaceratopsini el clade al qual pertanyen les tres espècies. Tots tres gèneres comparteixen una fontanela frontoparietal arrodonida (més que estreta), així com un primer epiparietal situada en el mateix pla lateral que l'ornament. Els seus resultats es mostren al cladograma següent, juntament amb il·lustracions comparatives dels ornaments reconstruïts de gèneres coneguts:
|  | Yehuecauhceratops |
|  |                   |
|  | Menefeeceratops   |
|  |                   |

|  | Crittendenceratops                                                          |
|  |                                                                             |
|  | \| \| Nasutoceratops \| \| \| \| \| \| Especimen de Avaceratops \| \| \| \| |
|  |                                                                             |
|  | Nasutoceratops                                                              |
|  |                                                                             |
|  | Especimen de Avaceratops                                                    |
|  |                                                                             |

|  | Nasutoceratops           |
|  |                          |
|  | Especimen de Avaceratops |
|  |                          |

|  | Lokiceratops                                                       |
|  |                                                                    |
|  | \| \| Albertaceratops \| \| \| \| \| \| Medusaceratops \| \| \| \| |
|  |                                                                    |
|  | Albertaceratops                                                    |
|  |                                                                    |
|  | Medusaceratops                                                     |
|  |                                                                    |

|  | Albertaceratops |
|  |                 |
|  | Medusaceratops  |
|  |                 |

|  | Wendiceratops |
|  |               |
|  | Sinoceratops  |
|  |               |

|  | Styracosaurus spp.                                                 |
|  |                                                                    |
|  | \| \| Stellasaurus \| \| \| \| \| \| Pachyrhinosaurini \| \| \| \| |
|  |                                                                    |
|  | Stellasaurus                                                       |
|  |                                                                    |
|  | Pachyrhinosaurini                                                  |
|  |                                                                    |

|  | Stellasaurus      |
|  |                   |
|  | Pachyrhinosaurini |
|  |                   |

|  | Styracosaurus spp.                                                 |
|  |                                                                    |
|  | \| \| Stellasaurus \| \| \| \| \| \| Pachyrhinosaurini \| \| \| \| |
|  |                                                                    |
|  | Stellasaurus                                                       |
|  |                                                                    |
|  | Pachyrhinosaurini                                                  |
|  |                                                                    |

|  | Stellasaurus      |
|  |                   |
|  | Pachyrhinosaurini |
|  |                   |

|  | Wendiceratops |
|  |               |
|  | Sinoceratops  |
|  |               |

|  | Styracosaurus spp.                                                 |
|  |                                                                    |
|  | \| \| Stellasaurus \| \| \| \| \| \| Pachyrhinosaurini \| \| \| \| |
|  |                                                                    |
|  | Stellasaurus                                                       |
|  |                                                                    |
|  | Pachyrhinosaurini                                                  |
|  |                                                                    |

|  | Stellasaurus      |
|  |                   |
|  | Pachyrhinosaurini |
|  |                   |

|  | Styracosaurus spp.                                                 |
|  |                                                                    |
|  | \| \| Stellasaurus \| \| \| \| \| \| Pachyrhinosaurini \| \| \| \| |
|  |                                                                    |
|  | Stellasaurus                                                       |
|  |                                                                    |
|  | Pachyrhinosaurini                                                  |
|  |                                                                    |

|  | Stellasaurus      |
|  |                   |
|  | Pachyrhinosaurini |
|  |                   |

|  | Lokiceratops                                                       |
|  |                                                                    |
|  | \| \| Albertaceratops \| \| \| \| \| \| Medusaceratops \| \| \| \| |
|  |                                                                    |
|  | Albertaceratops                                                    |
|  |                                                                    |
|  | Medusaceratops                                                     |
|  |                                                                    |

|  | Albertaceratops |
|  |                 |
|  | Medusaceratops  |
|  |                 |

|  | Wendiceratops |
|  |               |
|  | Sinoceratops  |
|  |               |

|  | Styracosaurus spp.                                                 |
|  |                                                                    |
|  | \| \| Stellasaurus \| \| \| \| \| \| Pachyrhinosaurini \| \| \| \| |
|  |                                                                    |
|  | Stellasaurus                                                       |
|  |                                                                    |
|  | Pachyrhinosaurini                                                  |
|  |                                                                    |

|  | Stellasaurus      |
|  |                   |
|  | Pachyrhinosaurini |
|  |                   |

|  | Styracosaurus spp.                                                 |
|  |                                                                    |
|  | \| \| Stellasaurus \| \| \| \| \| \| Pachyrhinosaurini \| \| \| \| |
|  |                                                                    |
|  | Stellasaurus                                                       |
|  |                                                                    |
|  | Pachyrhinosaurini                                                  |
|  |                                                                    |

|  | Stellasaurus      |
|  |                   |
|  | Pachyrhinosaurini |
|  |                   |

|  | Wendiceratops |
|  |               |
|  | Sinoceratops  |
|  |               |

|  | Styracosaurus spp.                                                 |
|  |                                                                    |
|  | \| \| Stellasaurus \| \| \| \| \| \| Pachyrhinosaurini \| \| \| \| |
|  |                                                                    |
|  | Stellasaurus                                                       |
|  |                                                                    |
|  | Pachyrhinosaurini                                                  |
|  |                                                                    |

|  | Stellasaurus      |
|  |                   |
|  | Pachyrhinosaurini |
|  |                   |

|  | Styracosaurus spp.                                                 |
|  |                                                                    |
|  | \| \| Stellasaurus \| \| \| \| \| \| Pachyrhinosaurini \| \| \| \| |
|  |                                                                    |
|  | Stellasaurus                                                       |
|  |                                                                    |
|  | Pachyrhinosaurini                                                  |
|  |                                                                    |

|  | Stellasaurus      |
|  |                   |
|  | Pachyrhinosaurini |
|  |                   |

|  | Crittendenceratops                                                          |
|  |                                                                             |
|  | \| \| Nasutoceratops \| \| \| \| \| \| Especimen de Avaceratops \| \| \| \| |
|  |                                                                             |
|  | Nasutoceratops                                                              |
|  |                                                                             |
|  | Especimen de Avaceratops                                                    |
|  |                                                                             |

|  | Nasutoceratops           |
|  |                          |
|  | Especimen de Avaceratops |
|  |                          |

|  | Lokiceratops                                                       |
|  |                                                                    |
|  | \| \| Albertaceratops \| \| \| \| \| \| Medusaceratops \| \| \| \| |
|  |                                                                    |
|  | Albertaceratops                                                    |
|  |                                                                    |
|  | Medusaceratops                                                     |
|  |                                                                    |

|  | Albertaceratops |
|  |                 |
|  | Medusaceratops  |
|  |                 |

|  | Wendiceratops |
|  |               |
|  | Sinoceratops  |
|  |               |

|  | Styracosaurus spp.                                                 |
|  |                                                                    |
|  | \| \| Stellasaurus \| \| \| \| \| \| Pachyrhinosaurini \| \| \| \| |
|  |                                                                    |
|  | Stellasaurus                                                       |
|  |                                                                    |
|  | Pachyrhinosaurini                                                  |
|  |                                                                    |

|  | Stellasaurus      |
|  |                   |
|  | Pachyrhinosaurini |
|  |                   |

|  | Styracosaurus spp.                                                 |
|  |                                                                    |
|  | \| \| Stellasaurus \| \| \| \| \| \| Pachyrhinosaurini \| \| \| \| |
|  |                                                                    |
|  | Stellasaurus                                                       |
|  |                                                                    |
|  | Pachyrhinosaurini                                                  |
|  |                                                                    |

|  | Stellasaurus      |
|  |                   |
|  | Pachyrhinosaurini |
|  |                   |

|  | Wendiceratops |
|  |               |
|  | Sinoceratops  |
|  |               |

|  | Styracosaurus spp.                                                 |
|  |                                                                    |
|  | \| \| Stellasaurus \| \| \| \| \| \| Pachyrhinosaurini \| \| \| \| |
|  |                                                                    |
|  | Stellasaurus                                                       |
|  |                                                                    |
|  | Pachyrhinosaurini                                                  |
|  |                                                                    |

|  | Stellasaurus      |
|  |                   |
|  | Pachyrhinosaurini |
|  |                   |

|  | Styracosaurus spp.                                                 |
|  |                                                                    |
|  | \| \| Stellasaurus \| \| \| \| \| \| Pachyrhinosaurini \| \| \| \| |
|  |                                                                    |
|  | Stellasaurus                                                       |
|  |                                                                    |
|  | Pachyrhinosaurini                                                  |
|  |                                                                    |

|  | Stellasaurus      |
|  |                   |
|  | Pachyrhinosaurini |
|  |                   |

|  | Lokiceratops                                                       |
|  |                                                                    |
|  | \| \| Albertaceratops \| \| \| \| \| \| Medusaceratops \| \| \| \| |
|  |                                                                    |
|  | Albertaceratops                                                    |
|  |                                                                    |
|  | Medusaceratops                                                     |
|  |                                                                    |

|  | Albertaceratops |
|  |                 |
|  | Medusaceratops  |
|  |                 |

|  | Wendiceratops |
|  |               |
|  | Sinoceratops  |
|  |               |

|  | Styracosaurus spp.                                                 |
|  |                                                                    |
|  | \| \| Stellasaurus \| \| \| \| \| \| Pachyrhinosaurini \| \| \| \| |
|  |                                                                    |
|  | Stellasaurus                                                       |
|  |                                                                    |
|  | Pachyrhinosaurini                                                  |
|  |                                                                    |

|  | Stellasaurus      |
|  |                   |
|  | Pachyrhinosaurini |
|  |                   |

|  | Styracosaurus spp.                                                 |
|  |                                                                    |
|  | \| \| Stellasaurus \| \| \| \| \| \| Pachyrhinosaurini \| \| \| \| |
|  |                                                                    |
|  | Stellasaurus                                                       |
|  |                                                                    |
|  | Pachyrhinosaurini                                                  |
|  |                                                                    |

|  | Stellasaurus      |
|  |                   |
|  | Pachyrhinosaurini |
|  |                   |

|  | Wendiceratops |
|  |               |
|  | Sinoceratops  |
|  |               |

|  | Styracosaurus spp.                                                 |
|  |                                                                    |
|  | \| \| Stellasaurus \| \| \| \| \| \| Pachyrhinosaurini \| \| \| \| |
|  |                                                                    |
|  | Stellasaurus                                                       |
|  |                                                                    |
|  | Pachyrhinosaurini                                                  |
|  |                                                                    |

|  | Stellasaurus      |
|  |                   |
|  | Pachyrhinosaurini |
|  |                   |

|  | Styracosaurus spp.                                                 |
|  |                                                                    |
|  | \| \| Stellasaurus \| \| \| \| \| \| Pachyrhinosaurini \| \| \| \| |
|  |                                                                    |
|  | Stellasaurus                                                       |
|  |                                                                    |
|  | Pachyrhinosaurini                                                  |
|  |                                                                    |

|  | Stellasaurus      |
|  |                   |
|  | Pachyrhinosaurini |
|  |                   |

|  | Yehuecauhceratops |
|  |                   |
|  | Menefeeceratops   |
|  |                   |

|  | Crittendenceratops                                                          |
|  |                                                                             |
|  | \| \| Nasutoceratops \| \| \| \| \| \| Especimen de Avaceratops \| \| \| \| |
|  |                                                                             |
|  | Nasutoceratops                                                              |
|  |                                                                             |
|  | Especimen de Avaceratops                                                    |
|  |                                                                             |

|  | Nasutoceratops           |
|  |                          |
|  | Especimen de Avaceratops |
|  |                          |

|  | Lokiceratops                                                       |
|  |                                                                    |
|  | \| \| Albertaceratops \| \| \| \| \| \| Medusaceratops \| \| \| \| |
|  |                                                                    |
|  | Albertaceratops                                                    |
|  |                                                                    |
|  | Medusaceratops                                                     |
|  |                                                                    |

|  | Albertaceratops |
|  |                 |
|  | Medusaceratops  |
|  |                 |

|  | Wendiceratops |
|  |               |
|  | Sinoceratops  |
|  |               |

|  | Styracosaurus spp.                                                 |
|  |                                                                    |
|  | \| \| Stellasaurus \| \| \| \| \| \| Pachyrhinosaurini \| \| \| \| |
|  |                                                                    |
|  | Stellasaurus                                                       |
|  |                                                                    |
|  | Pachyrhinosaurini                                                  |
|  |                                                                    |

|  | Stellasaurus      |
|  |                   |
|  | Pachyrhinosaurini |
|  |                   |

|  | Styracosaurus spp.                                                 |
|  |                                                                    |
|  | \| \| Stellasaurus \| \| \| \| \| \| Pachyrhinosaurini \| \| \| \| |
|  |                                                                    |
|  | Stellasaurus                                                       |
|  |                                                                    |
|  | Pachyrhinosaurini                                                  |
|  |                                                                    |

|  | Stellasaurus      |
|  |                   |
|  | Pachyrhinosaurini |
|  |                   |

|  | Wendiceratops |
|  |               |
|  | Sinoceratops  |
|  |               |

|  | Styracosaurus spp.                                                 |
|  |                                                                    |
|  | \| \| Stellasaurus \| \| \| \| \| \| Pachyrhinosaurini \| \| \| \| |
|  |                                                                    |
|  | Stellasaurus                                                       |
|  |                                                                    |
|  | Pachyrhinosaurini                                                  |
|  |                                                                    |

|  | Stellasaurus      |
|  |                   |
|  | Pachyrhinosaurini |
|  |                   |

|  | Styracosaurus spp.                                                 |
|  |                                                                    |
|  | \| \| Stellasaurus \| \| \| \| \| \| Pachyrhinosaurini \| \| \| \| |
|  |                                                                    |
|  | Stellasaurus                                                       |
|  |                                                                    |
|  | Pachyrhinosaurini                                                  |
|  |                                                                    |

|  | Stellasaurus      |
|  |                   |
|  | Pachyrhinosaurini |
|  |                   |

|  | Lokiceratops                                                       |
|  |                                                                    |
|  | \| \| Albertaceratops \| \| \| \| \| \| Medusaceratops \| \| \| \| |
|  |                                                                    |
|  | Albertaceratops                                                    |
|  |                                                                    |
|  | Medusaceratops                                                     |
|  |                                                                    |

|  | Albertaceratops |
|  |                 |
|  | Medusaceratops  |
|  |                 |

|  | Wendiceratops |
|  |               |
|  | Sinoceratops  |
|  |               |

|  | Styracosaurus spp.                                                 |
|  |                                                                    |
|  | \| \| Stellasaurus \| \| \| \| \| \| Pachyrhinosaurini \| \| \| \| |
|  |                                                                    |
|  | Stellasaurus                                                       |
|  |                                                                    |
|  | Pachyrhinosaurini                                                  |
|  |                                                                    |

|  | Stellasaurus      |
|  |                   |
|  | Pachyrhinosaurini |
|  |                   |

|  | Styracosaurus spp.                                                 |
|  |                                                                    |
|  | \| \| Stellasaurus \| \| \| \| \| \| Pachyrhinosaurini \| \| \| \| |
|  |                                                                    |
|  | Stellasaurus                                                       |
|  |                                                                    |
|  | Pachyrhinosaurini                                                  |
|  |                                                                    |

|  | Stellasaurus      |
|  |                   |
|  | Pachyrhinosaurini |
|  |                   |

|  | Wendiceratops |
|  |               |
|  | Sinoceratops  |
|  |               |

|  | Styracosaurus spp.                                                 |
|  |                                                                    |
|  | \| \| Stellasaurus \| \| \| \| \| \| Pachyrhinosaurini \| \| \| \| |
|  |                                                                    |
|  | Stellasaurus                                                       |
|  |                                                                    |
|  | Pachyrhinosaurini                                                  |
|  |                                                                    |

|  | Stellasaurus      |
|  |                   |
|  | Pachyrhinosaurini |
|  |                   |

|  | Styracosaurus spp.                                                 |
|  |                                                                    |
|  | \| \| Stellasaurus \| \| \| \| \| \| Pachyrhinosaurini \| \| \| \| |
|  |                                                                    |
|  | Stellasaurus                                                       |
|  |                                                                    |
|  | Pachyrhinosaurini                                                  |
|  |                                                                    |

|  | Stellasaurus      |
|  |                   |
|  | Pachyrhinosaurini |
|  |                   |

|  | Crittendenceratops                                                          |
|  |                                                                             |
|  | \| \| Nasutoceratops \| \| \| \| \| \| Especimen de Avaceratops \| \| \| \| |
|  |                                                                             |
|  | Nasutoceratops                                                              |
|  |                                                                             |
|  | Especimen de Avaceratops                                                    |
|  |                                                                             |

|  | Nasutoceratops           |
|  |                          |
|  | Especimen de Avaceratops |
|  |                          |

|  | Lokiceratops                                                       |
|  |                                                                    |
|  | \| \| Albertaceratops \| \| \| \| \| \| Medusaceratops \| \| \| \| |
|  |                                                                    |
|  | Albertaceratops                                                    |
|  |                                                                    |
|  | Medusaceratops                                                     |
|  |                                                                    |

|  | Albertaceratops |
|  |                 |
|  | Medusaceratops  |
|  |                 |

|  | Wendiceratops |
|  |               |
|  | Sinoceratops  |
|  |               |

|  | Styracosaurus spp.                                                 |
|  |                                                                    |
|  | \| \| Stellasaurus \| \| \| \| \| \| Pachyrhinosaurini \| \| \| \| |
|  |                                                                    |
|  | Stellasaurus                                                       |
|  |                                                                    |
|  | Pachyrhinosaurini                                                  |
|  |                                                                    |

|  | Stellasaurus      |
|  |                   |
|  | Pachyrhinosaurini |
|  |                   |

|  | Styracosaurus spp.                                                 |
|  |                                                                    |
|  | \| \| Stellasaurus \| \| \| \| \| \| Pachyrhinosaurini \| \| \| \| |
|  |                                                                    |
|  | Stellasaurus                                                       |
|  |                                                                    |
|  | Pachyrhinosaurini                                                  |
|  |                                                                    |

|  | Stellasaurus      |
|  |                   |
|  | Pachyrhinosaurini |
|  |                   |

|  | Wendiceratops |
|  |               |
|  | Sinoceratops  |
|  |               |

|  | Styracosaurus spp.                                                 |
|  |                                                                    |
|  | \| \| Stellasaurus \| \| \| \| \| \| Pachyrhinosaurini \| \| \| \| |
|  |                                                                    |
|  | Stellasaurus                                                       |
|  |                                                                    |
|  | Pachyrhinosaurini                                                  |
|  |                                                                    |

|  | Stellasaurus      |
|  |                   |
|  | Pachyrhinosaurini |
|  |                   |

|  | Styracosaurus spp.                                                 |
|  |                                                                    |
|  | \| \| Stellasaurus \| \| \| \| \| \| Pachyrhinosaurini \| \| \| \| |
|  |                                                                    |
|  | Stellasaurus                                                       |
|  |                                                                    |
|  | Pachyrhinosaurini                                                  |
|  |                                                                    |

|  | Stellasaurus      |
|  |                   |
|  | Pachyrhinosaurini |
|  |                   |

|  | Lokiceratops                                                       |
|  |                                                                    |
|  | \| \| Albertaceratops \| \| \| \| \| \| Medusaceratops \| \| \| \| |
|  |                                                                    |
|  | Albertaceratops                                                    |
|  |                                                                    |
|  | Medusaceratops                                                     |
|  |                                                                    |

|  | Albertaceratops |
|  |                 |
|  | Medusaceratops  |
|  |                 |

|  | Wendiceratops |
|  |               |
|  | Sinoceratops  |
|  |               |

|  | Styracosaurus spp.                                                 |
|  |                                                                    |
|  | \| \| Stellasaurus \| \| \| \| \| \| Pachyrhinosaurini \| \| \| \| |
|  |                                                                    |
|  | Stellasaurus                                                       |
|  |                                                                    |
|  | Pachyrhinosaurini                                                  |
|  |                                                                    |

|  | Stellasaurus      |
|  |                   |
|  | Pachyrhinosaurini |
|  |                   |

|  | Styracosaurus spp.                                                 |
|  |                                                                    |
|  | \| \| Stellasaurus \| \| \| \| \| \| Pachyrhinosaurini \| \| \| \| |
|  |                                                                    |
|  | Stellasaurus                                                       |
|  |                                                                    |
|  | Pachyrhinosaurini                                                  |
|  |                                                                    |

|  | Stellasaurus      |
|  |                   |
|  | Pachyrhinosaurini |
|  |                   |

|  | Wendiceratops |
|  |               |
|  | Sinoceratops  |
|  |               |

|  | Styracosaurus spp.                                                 |
|  |                                                                    |
|  | \| \| Stellasaurus \| \| \| \| \| \| Pachyrhinosaurini \| \| \| \| |
|  |                                                                    |
|  | Stellasaurus                                                       |
|  |                                                                    |
|  | Pachyrhinosaurini                                                  |
|  |                                                                    |

|  | Stellasaurus      |
|  |                   |
|  | Pachyrhinosaurini |
|  |                   |

|  | Styracosaurus spp.                                                 |
|  |                                                                    |
|  | \| \| Stellasaurus \| \| \| \| \| \| Pachyrhinosaurini \| \| \| \| |
|  |                                                                    |
|  | Stellasaurus                                                       |
|  |                                                                    |
|  | Pachyrhinosaurini                                                  |
|  |                                                                    |

|  | Stellasaurus      |
|  |                   |
|  | Pachyrhinosaurini |
|  |                   |

Després de la descripció revisada per experts de Lokiceratops, alguns paleontòlegs van expressar crítiques sobre la seva validesa i distinció dels seus parents més propers albertaceratopsins (Alberaceratop i Medusaceratop). El paleontòleg Denver Fowler va explicar que alguns ceratopsids, com el ben estudiat Triceratops, se sap que canvien notablement en la morfologia al llarg de les seves vides. A més, va assenyalar que algunes de les característiques anatòmiques de Lokiceratops poden ser indicatives d'un Medusaceratop totalment madur, en lloc d'un tàxon diferent; com en el Triceratops madur, les banyes de la part superior són buides, en comparació amb les banyes sòlides dels individus més joves. Això implicaria cert grau de variabilitat intraespecífica (diferències entre individus de la mateixa espècie) dins de les centrosàurids.

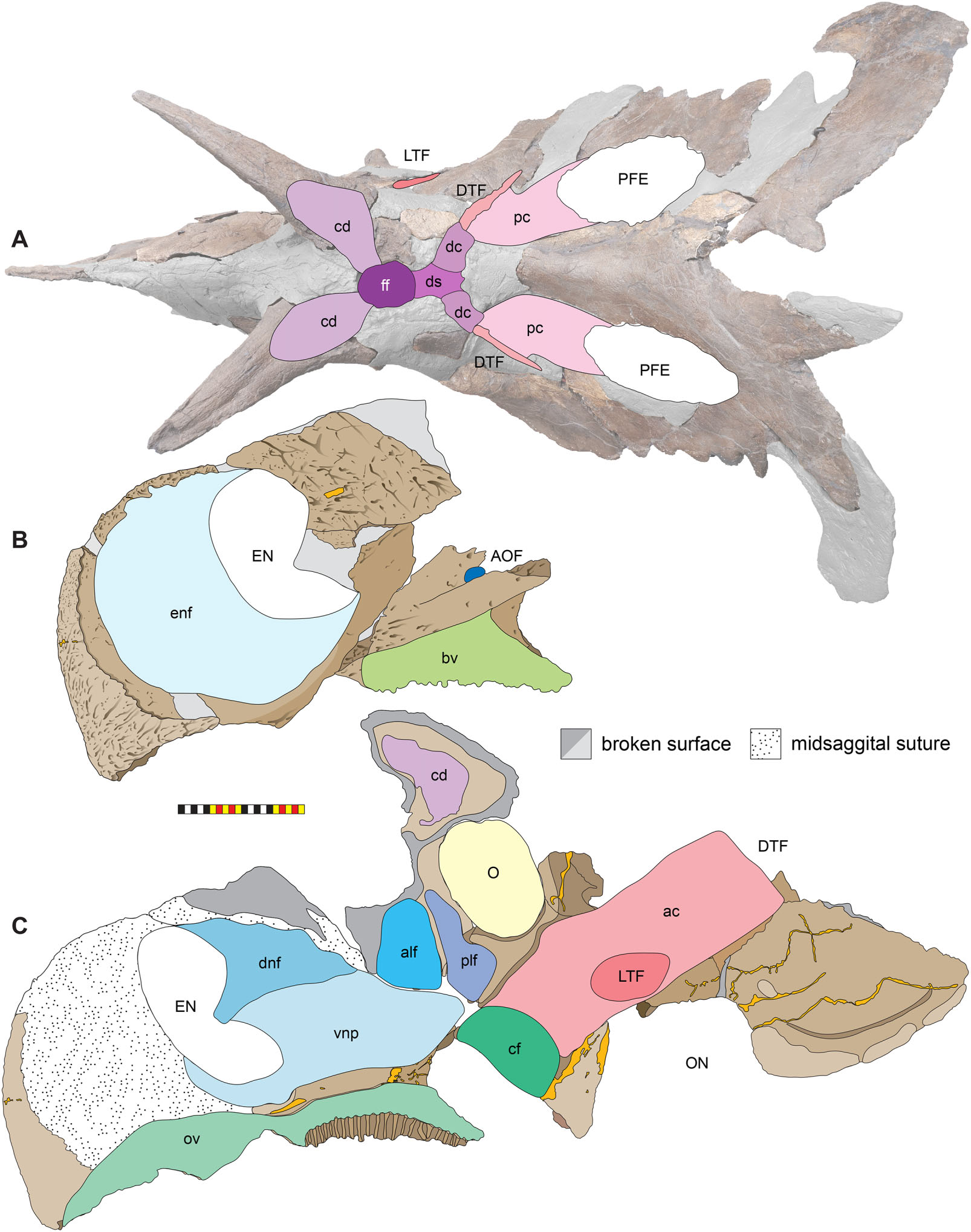
Regions neumàtiques del crani de Lokiceratops, inclosa la fossa nassal externa rodona (enf) característica dels centrosaurins
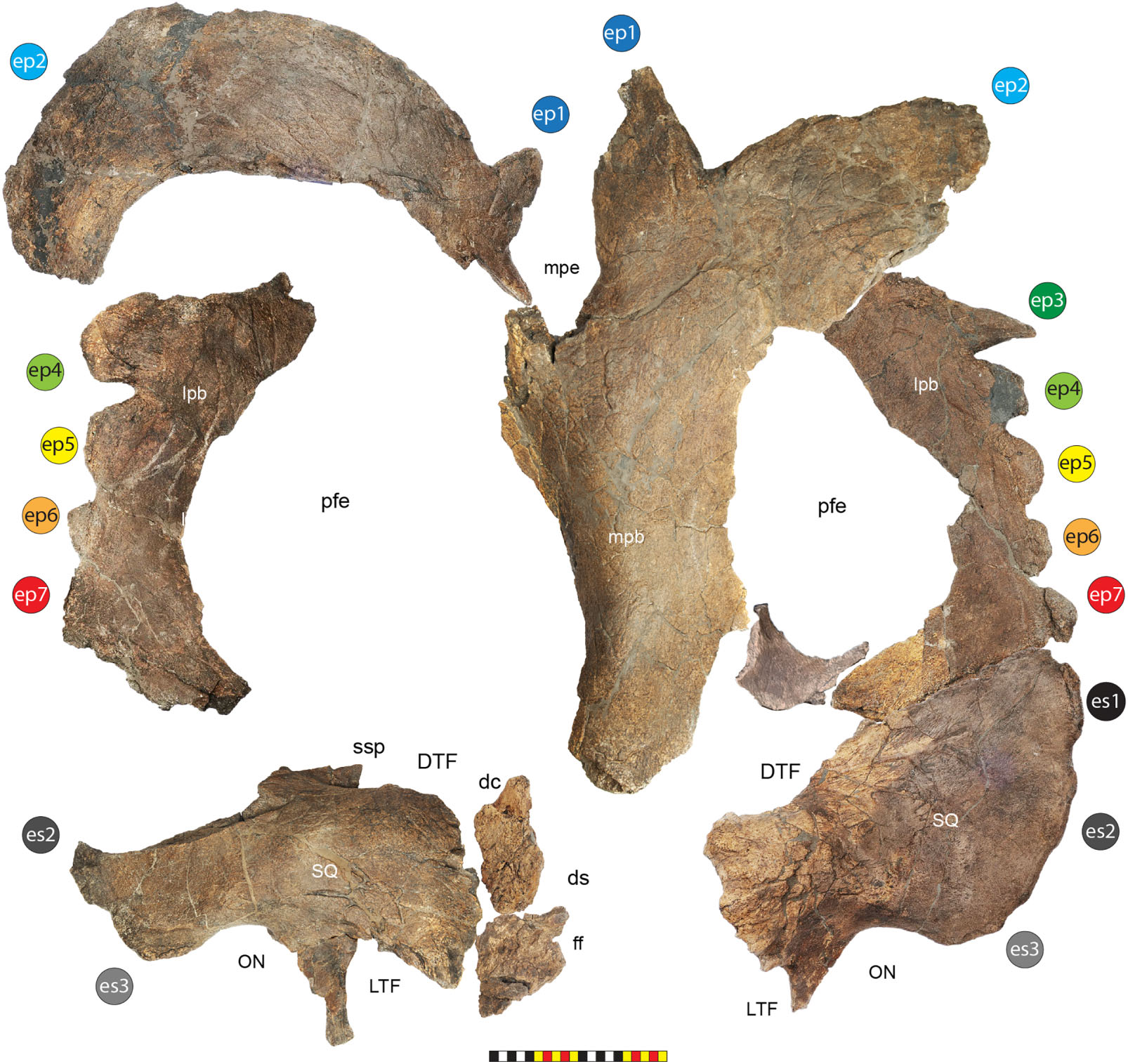
Ornament de Lokiceratops

Altres revisors experts van expressar el dubte que les diferències en els ornaments indiquin espècies diferents. El paleontòleg Jordan Mallon es va mostrar escèptic que cinc espècies de grans menjadors de plantes poguessin coexistir en una regió tan petita del que ara és Montana i l'oest del Canadà. Observa que la majoria de les variacions d'aquestes espècies són amb els seus patrons de l'ornament i no amb les seves adaptacions d'alimentació. «Les seves mandíbules i dents estan més o menys construïdes de la mateixa manera». Si la regió realment admetia tanta diversitat, diu, esperaries que els animals s'alimentessin de diferents tipus de plantes per evitar la competència. La paleontòloga de dinosaures Elizabeth Freedman Fowler va expressar la seva preocupació pels mètodes utilitzats per recollir els fòssils. Només dos dels fòssils recollits es van protegir amb jaquetes de guix, com és una bona pràctica de recollida de camp: la resta van embolicar amb paper d'alumini. Alguns dels ossos podrien haver-se trencat, diu Fowler, i podria haver-se perdut informació preciosa sobre el nou exemplar.

## Entorn
La pedrera de Loki es caracteritza per gresos carbonosos de gra fi, llims i fangs, amb característiques de deposició que indiquen un sistema fluvial mal drenat. A la pedrera es troben escates de Lepisosteids i mol·luscs, així com fragments de plantes carbonitzades i fusta, i perles d'ambre.